# Rapa das Bestas de Sabucedo
La Rapa das bestas de Sabucedo es el nombre del curro que cada año se celebra en Sabucedo (Pontevedra) España, en el territorio del municipio de La Estrada durante cuatro días, el primer viernes, sábado, domingo y lunes de julio.
En la actualidad (2018) tiene más de 600 caballos, llamadas bestas a las hembras y garañones a los machos, divididos en 14 manadas, que viven libres en una extensión de más de 200 km² de monte. Esta celebración consiste, como en otros curros, en recoger los caballos del monte, meterlos en el curro, raparlos y marcarlos en la actualidad con microchips. El de Sabucedo es el curro más conocido y presenta además trazos propios que lo diferencian de los otros. Entre estas diferencias la más importante consiste en que en Sabucedo no se utilizan cuerdas, palos o aparatos para reducir al animal. Los aloitadores, que son los que se encargan de sujetar a la besta o garañón mientras se procede a la rapa, usan tan sólo su destreza y su cuerpo para realizar su labor. Otra especificidad de la Rapa das Bestas de Sabucedo es que la "Bajada" o actividad de juntanza y conducción de las bestas al lugar de Sabucedo forma parte de la propia celebración y participan en ella cientos de personas de Galicia y de fuera de la comunidad. Otra tradición dentro de la gran fiesta que es la Rapa das Bestas de Sabucedo consiste en que el sábado por la mañana, muy temprano antes de subir al monte, se celebra una emotiva misa donde se pide a san Lorenzo (patrón de Sabucedo) para que no ocurra ningún accidente o desgracia durante la fiesta.
La rapa es realizada por los aloitadores. El acto de la rapa es al mismo tiempo según el estudioso Manuel Cabada, una iniciación simbólica del paso del niño a la juventud, al agarrar por primera vez un potro guiado y dirigido por los mayores.
El municipio de La Estrada está hermanado con Almonte, en la provincia de Huelva, debido a que en este último tiene lugar una fiesta similar llamada Saca de las Yeguas.

## Historia
Ya a principios del siglo XVIII se tienen noticias de la primera celebración festiva de la bajada de las bestas del monte, su posterior rapa y el marcado de los potros jóvenes. Aun así se cree, y algunos estudiosos como Manuel Cabada lo recogieron en sus libros, que la tradición es mucho más antigua e incluso podría ser prerromana puesto que se encontraron diversos petroglifos en la zona, donde se representan a hombres sobre caballos. En 1963 la fiesta fue declarada de Interés Turístico Nacional, y recientemente fue declarada en el año 2007 de Interés Turístico Internacional, quedando así entre las cuatro que tienen este galardón en Galicia.

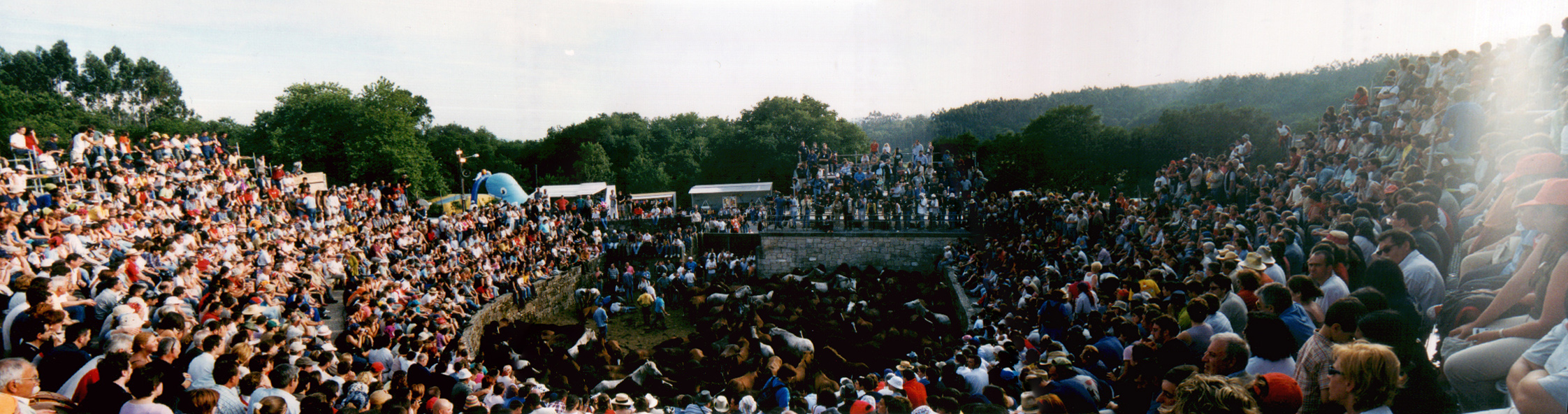
Panorámica del curro de Sabucedo